# Versions de la Magnavox Odyssey

Les différentes versions de la Magnavox Odyssey sont une série de consoles de jeux vidéo, commercialisées par la société Magnavox puis Philips de 1972 à 1978. La gamme comprend la console originale Magnavox Odyssey de Magnavox, puis la série de consoles dédiées Magnavox Odyssey dérivées de l'originale, et commercialisées par Magnavox et Philips. La console Magnavox Odyssey² ou Videopac est également commercialisée en 1978.
Magnavox commercialise la première version de la console Magnavox Odyssey en septembre 1972. La branche électronique grand public de Magnavox est entièrement vendue en 1975 à Philips en deux étapes (86 % en octobre 1974, puis le reste en juillet 1975),. À partir du moment où la console Odyssey est arrêtée cette même année, Philips commercialise la première série de consoles dédiées sous la marque Magnavox Odyssey (consoles qui peuvent seulement faire fonctionner des jeux inclus dans le système). Ces consoles sont des versions simplifiées de l’originale, mais possédant soit plusieurs jeux, soit des options supplémentaires. Onze consoles dédiées Odyssey ont été produites jusqu'à la commercialisation de la vraie deuxième console, la Magnavox Odyssey² en 1978.

## Magnavox Odyssey

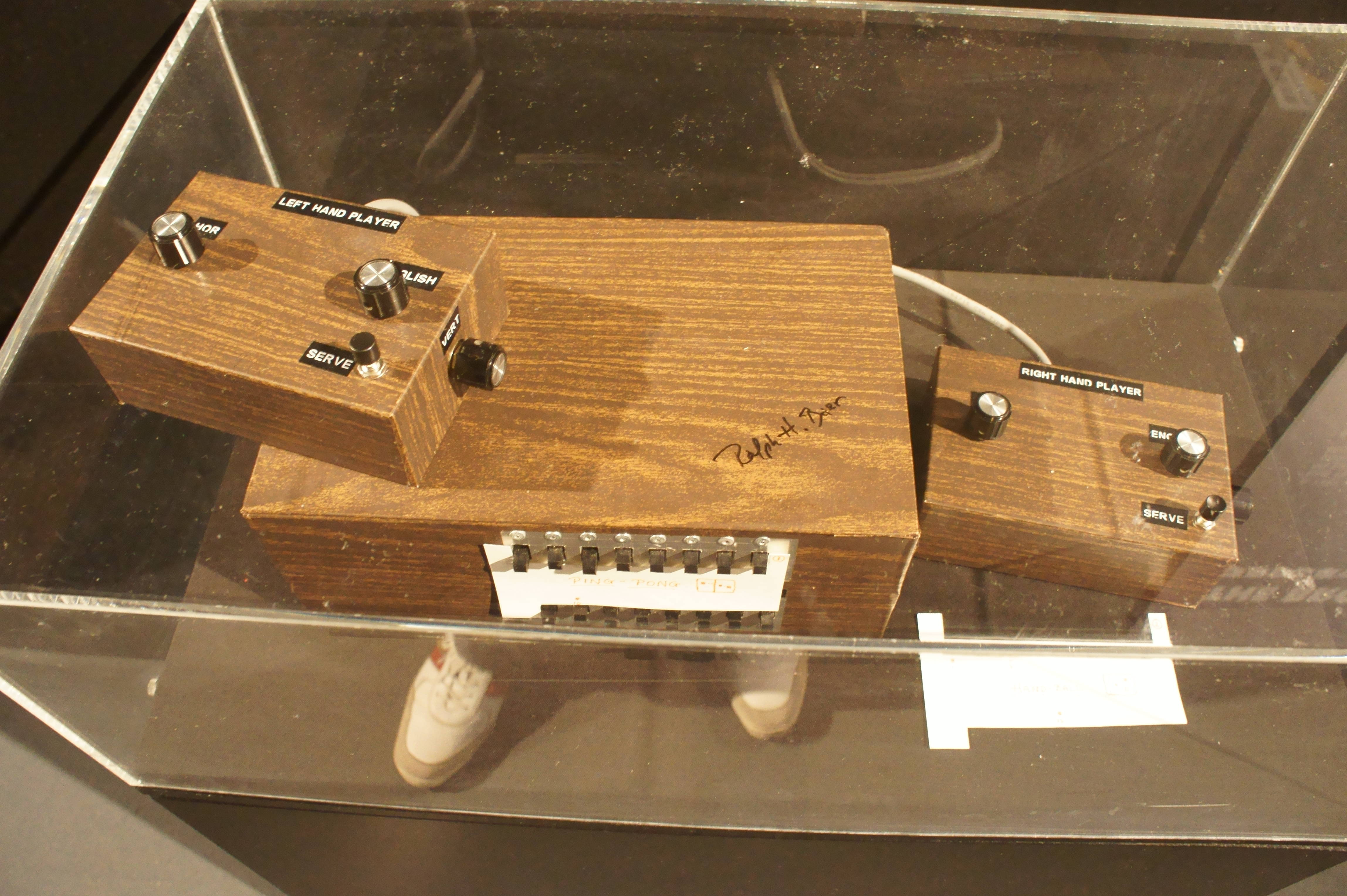
Brown Box.

La Magnavox Odyssey, ou simplement Odyssey, est une console de jeux vidéo de la première génération commercialisée par Magnavox en septembre 1972 aux États-Unis, puis en 1973 dans le reste du monde. La console se présente sous la forme d'une boîte blanche avec un système de carte de jeu, contenant des circuits numériques équipés de composants discrets, et qui se connecte à une télévision. L'Odyssey peut afficher simultanément trois points carrés distincts à l'écran, en monochrome noir et blanc et permet un comportement différent pour chacun des points en fonction du jeu. Les joueurs placent un calque en plastique sur l'écran et un ou deux joueurs utilisent les boutons rotatifs des contrôleurs de jeu reliés avec des fils à la console, afin de déplacer les points à l'écran. L'Odyssey est commercialisée avec toute une panoplie d'accessoires tels que des dés, des cartes de jeu, des billets fictifs en papier, des jetons, des plateaux de jeux, qui sont utilisés conjointement aux jeux vidéo. Un peu plus d'une dizaine de jeux, suivant les localisations, sont inclus avec la console et quelques jeux sont commercialisés en 1972, puis 1973. Un périphérique appelé Shooting Gallery, sous forme de pistolet optique avec quatre jeux, est vendu séparément en 1972. La ludothèque comporte vingt-huit jeux au total.

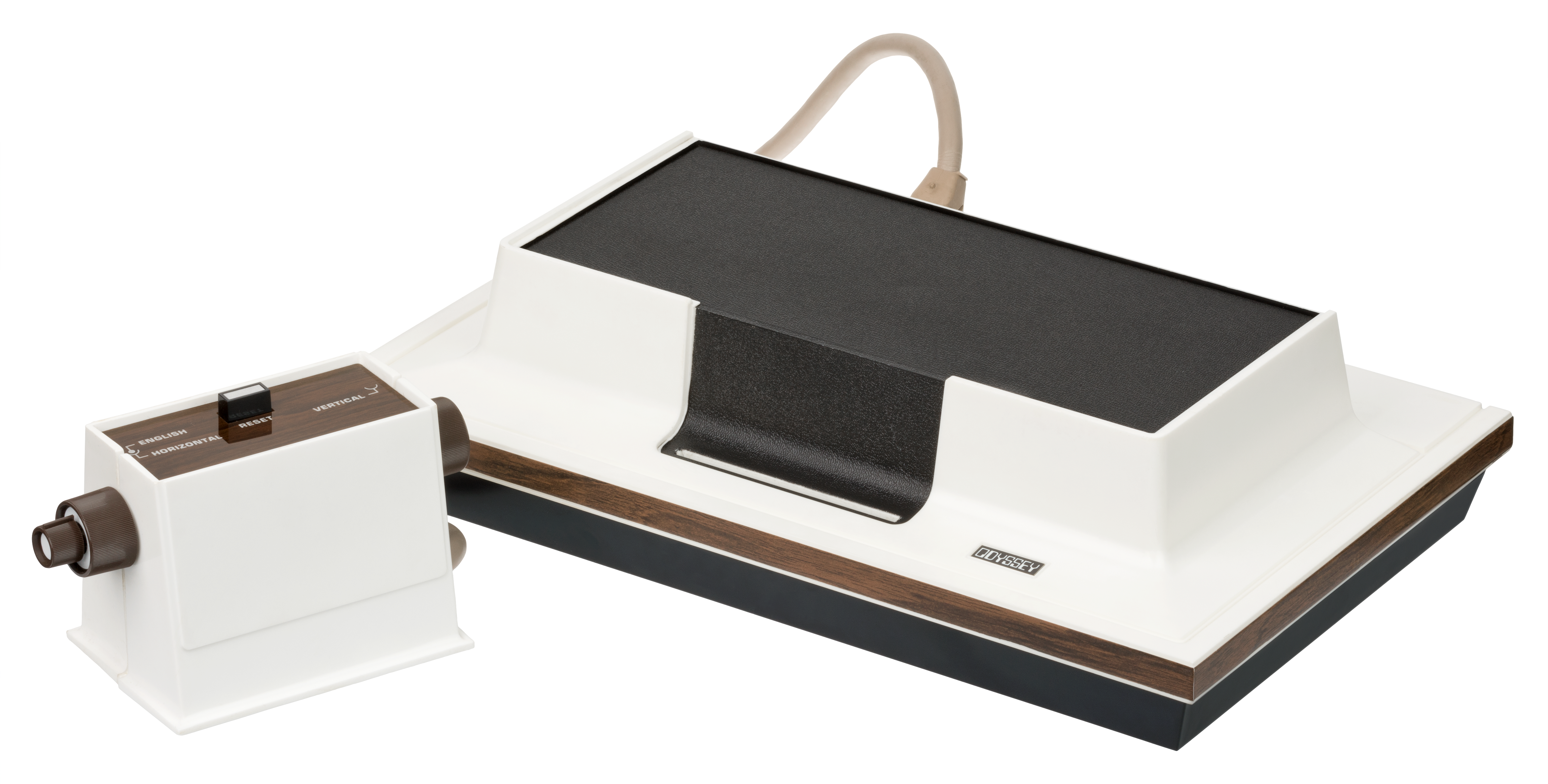
Magnavox Odyssey.

Ralph Baer dévoile qu'en 1951, il a l'idée de créer quelque chose d'interactif sur un écran, mais ne parvient à développer ce concept vague qu'en 1966, alors qu'il travaille chez Sanders. Il développe pendant trois ans le concept à l'aide de Bill Harrison et Bill Rusch, créant successivement plusieurs prototypes. Le septième, connu sous le nom de Brown Box, est proposé à plusieurs fabricants avant que Magnavox n'accepte de produire la console en janvier 1971. À la suite de sa commercialisation en septembre 1972, Magnavox écoule 350 000 unités durant son exploitation jusqu'en 1975. La console donne naissance à une série de consoles dédiées dérivée de l'originale, mais aussi à une seconde vraie console en 1970 appelée Videopac ou Magnavox Odyssey² selon les localisations. 
Un jeu de ping-pong de l'Odyssey, appelé Table Tennis, inspire Nolan Bushnell et Atari, qui créent le jeu d'arcade Pong. Ce dernier, le premier jeu d'arcade commercialement exploité et largement disponible auprès du public, est un immense succès. Les joueurs qui cherchent à retrouver Pong achètent la console, et en dopent donc les ventes. Plusieurs entreprises, dont Atari, Nutting Associates, Allied Leisure, Bally Midway, Williams Electronics violent les brevets déposés par Ralph Baer, Sanders et Magnavox, ce qui les pousse à lancer de nombreux procès pendant plus de vingt ans, qui seront tous gagnés. Ces poursuites permettent à Sanders et Magnavox de gagner plus de 100 millions de dollars. La commercialisation de l'Odyssey — ainsi que Pong —, marque la fin de la genèse du jeu vidéo et la naissance de l'industrie du jeu vidéo commercial, ainsi que le début de la première génération des consoles de jeux vidéo. Cette création vaut généralement à Raplh Baer le surnom de « père du jeu vidéo » ou « père du jeu vidéo à domicile ».

## Consoles dédiéesMagnavox Odyssey

### Magnavox Odyssey100
La console dédiée Magnavox Odyssey 100 est commercialisée en 1975. Elle intègre des multipuces à composant discrets et une conception plus simple que toutes les autres consoles dédiées. Elle est conçue autour quatre puces Texas Instruments et émet des sons rudimentaire. Le score peut être conservé en déplaçant manuellement des curseurs situés sur la console. Elle intègre uniquement deux jeux, le jeu de ping-pong et de hockey inclus dans la console originale. Magnavox a déjà l'intention de réaliser la console basée sur une puce unique, mais Texas Instruments ne peut pas livrer les puces à temps. Magnavox préfère alors commercialiser de suite un système, fondé sur des puces multiples. Les contrôleurs de jeu sont intégrés à la console, mais sont très similaires aux originaux.

### Magnavox Odyssey200

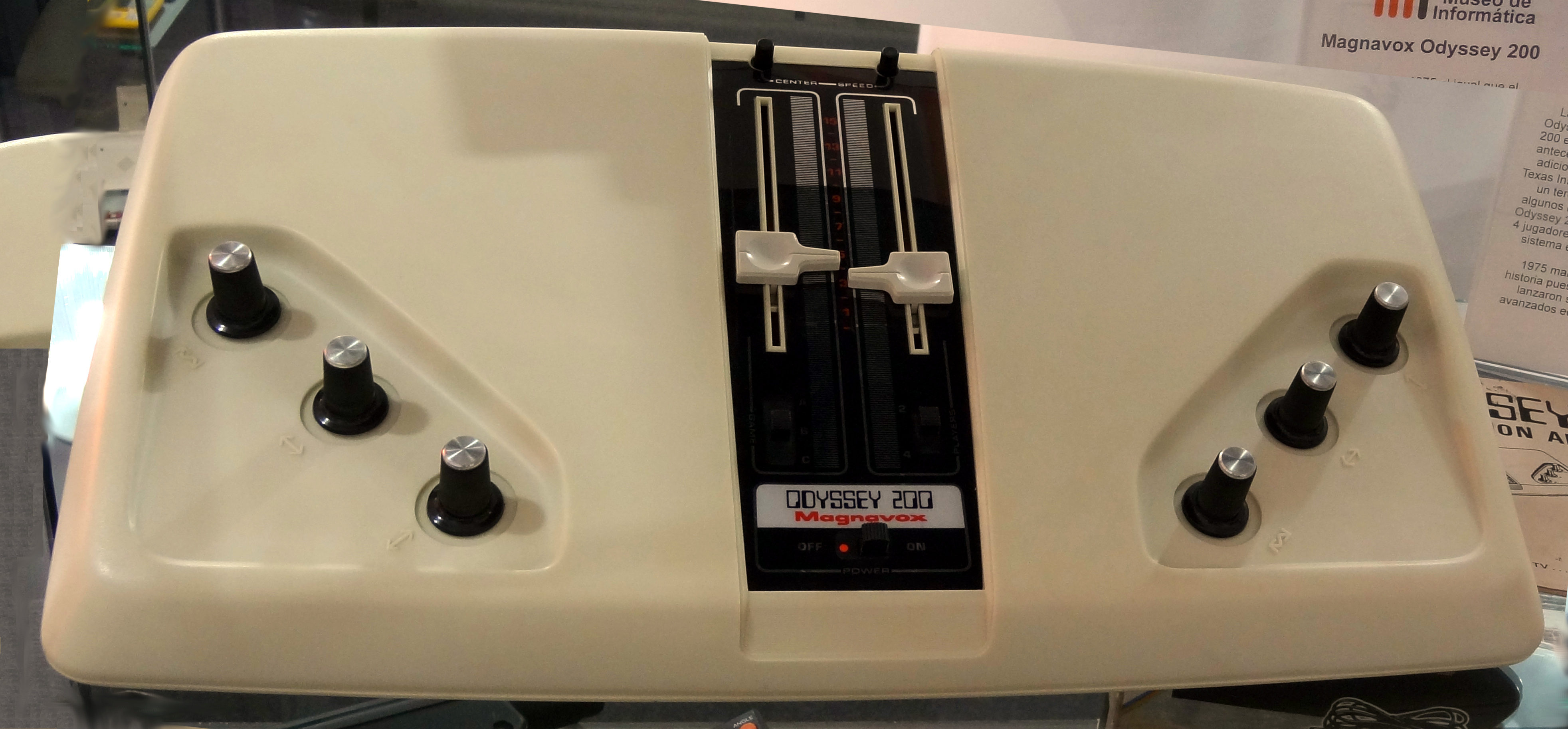
Magnavox Odyssey 200

La console dédiée Magnavox Odyssey 200 est commercialisée en 1975. Elle est physiquement identique à son prédécesseur, mais intègre deux puces Texas Instruments de plus que l'Odyssey 100, ce qui lui permet de proposer un jeu supplémentaire appelé Smash. Le jeu affiche un système permettant le maintien du score à l'écran et permet le jeu de deux à quatre joueurs,.

### Magnavox Odyssey300

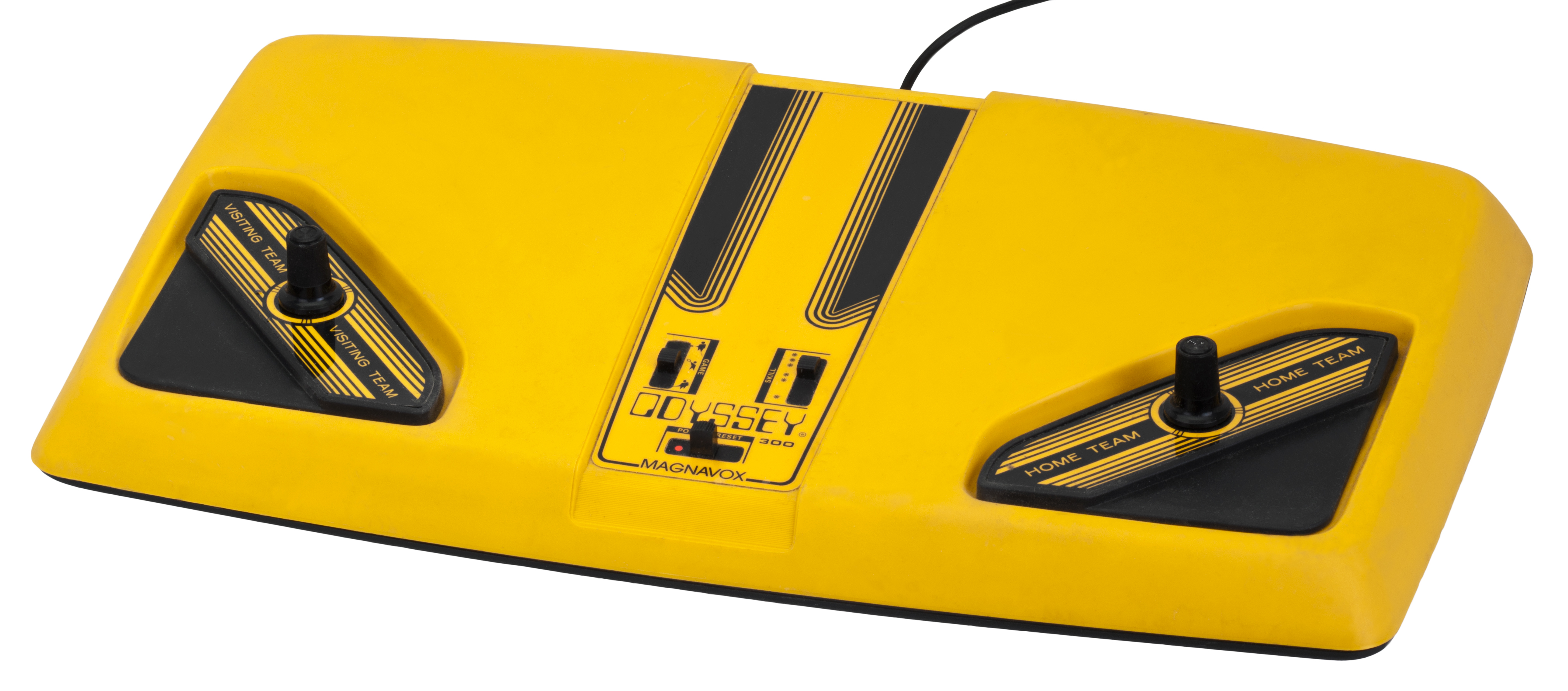
Magnavox Odyssey 300.

La console dédiée Magnavox Odyssey 300 est commercialisée en 1976. L'Odyssey 300 est lancée pour concurrencer directement la Coleco Telstar. À l'instar de cette dernière, elle intègre une puce AY-3-8500 conçu General Instrument et fait donc partie des premières consoles à n'utiliser qu'une puce unique. La console est globalement identique à l'Odyssey 200. Elle propose les trois mêmes jeux, mais rajoute trois niveaux de difficulté, un seul bouton rotatif par joueur et une vraie gestion du score à l'écran,,.

### Magnavox Odyssey400
La console dédiée Magnavox Odyssey 400 est commercialisée en 1976. Elle est globalement identique à l'Odyssey 200, mais comporte une puce permettant de gérer le score à l'écran. Elle offre les trois mêmes jeux et trois boutons par joueurs,,.

### Magnavox Odyssey500

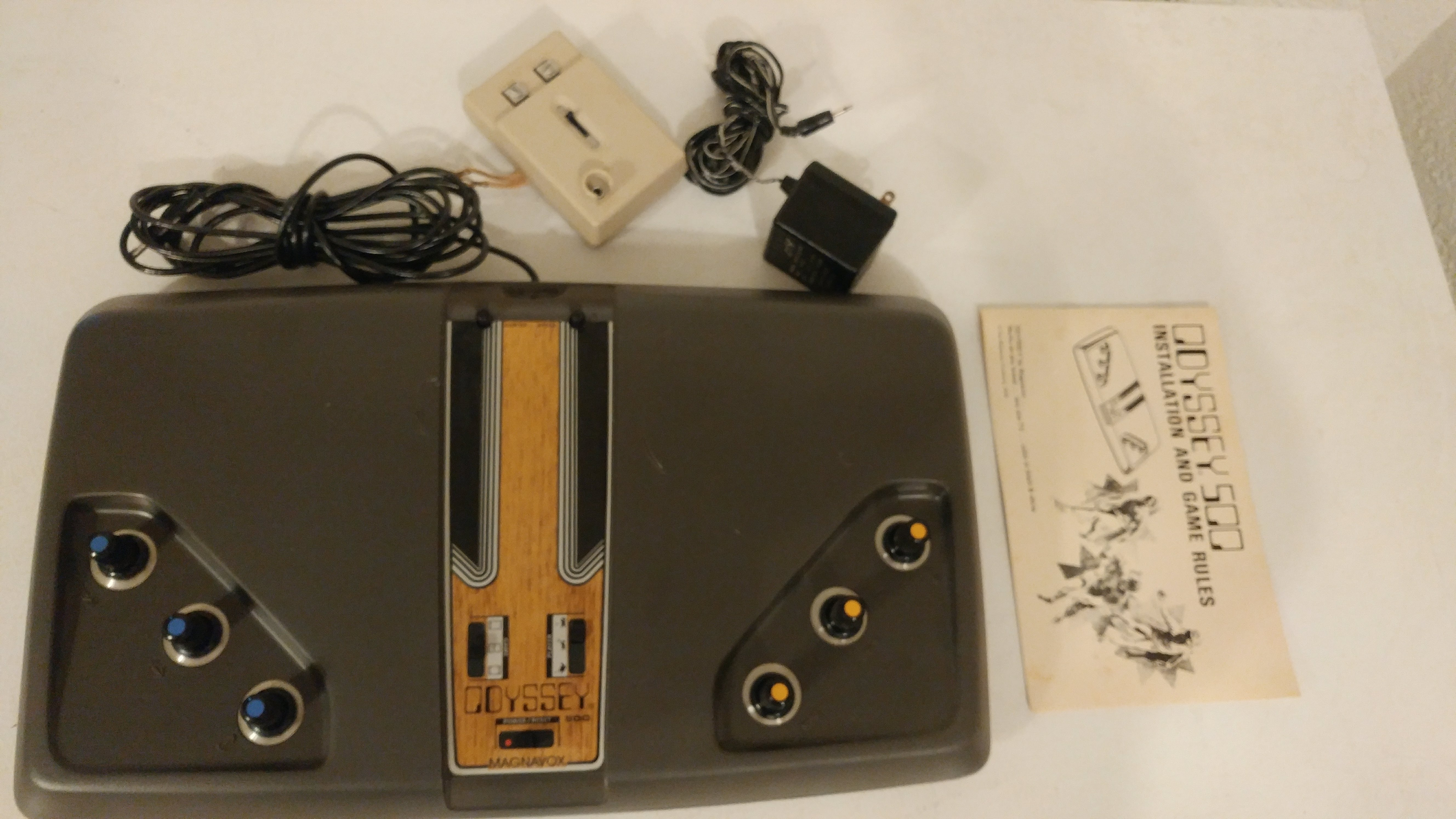
Magnavox Odyssey 500

La console dédiée Magnavox Odyssey 500 est commercialisée en 1976. C'est la première console à afficher de la couleur et à la place des barres verticales représentant les raquettes des joueurs à l'écran, la console affiche des petits personnages miniatures. Les trois jeux Tennis, Hockey et Smash. Des boutons permettent de choisir le terrain ou le type de joueurs.

### Magnavox Odyssey2000

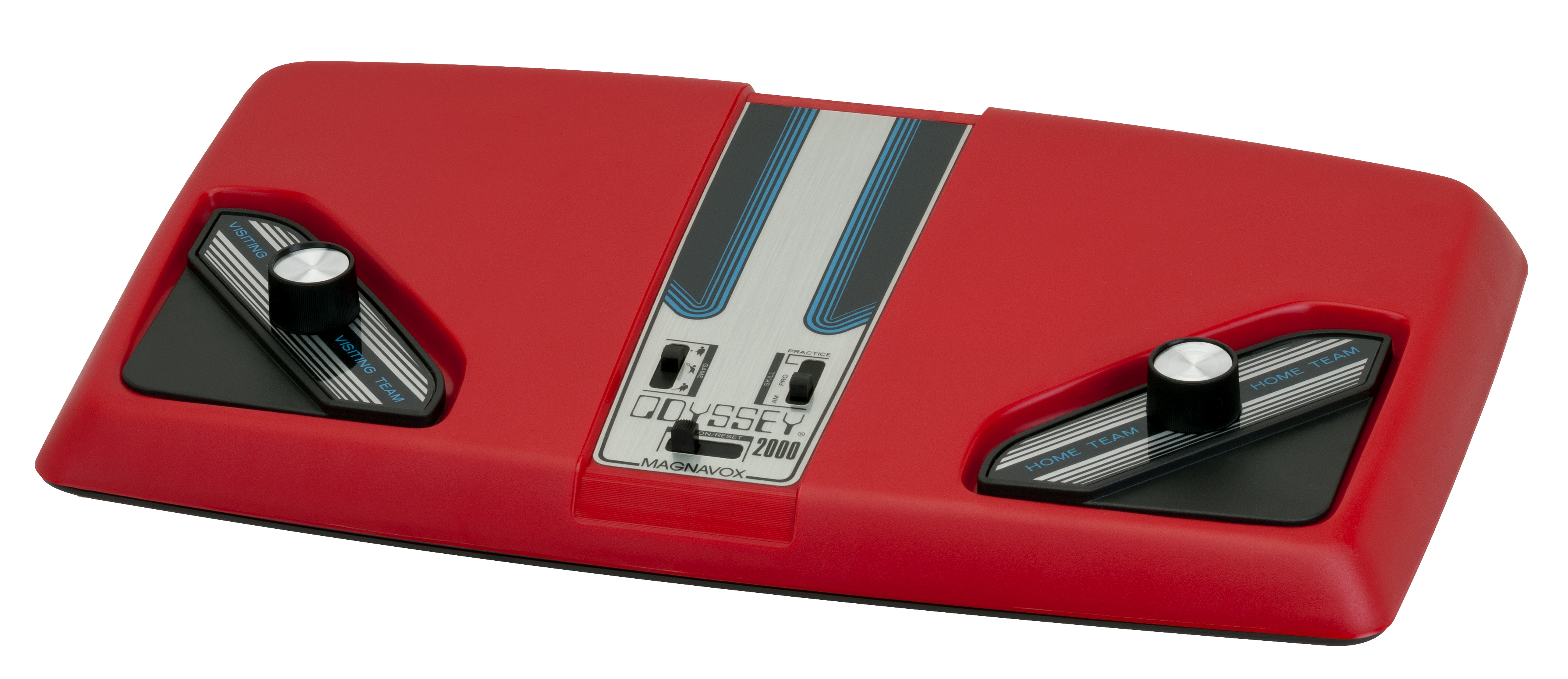
Magnavox Odyssey 2000.

La console dédiée Magnavox Odyssey 2000 est commercialisée en 1977. Elle est globalement identique à l'Odyssey 200, mais l'Odyssey 300, mais comporte quatre jeux,.

### Magnavox Odyssey3000

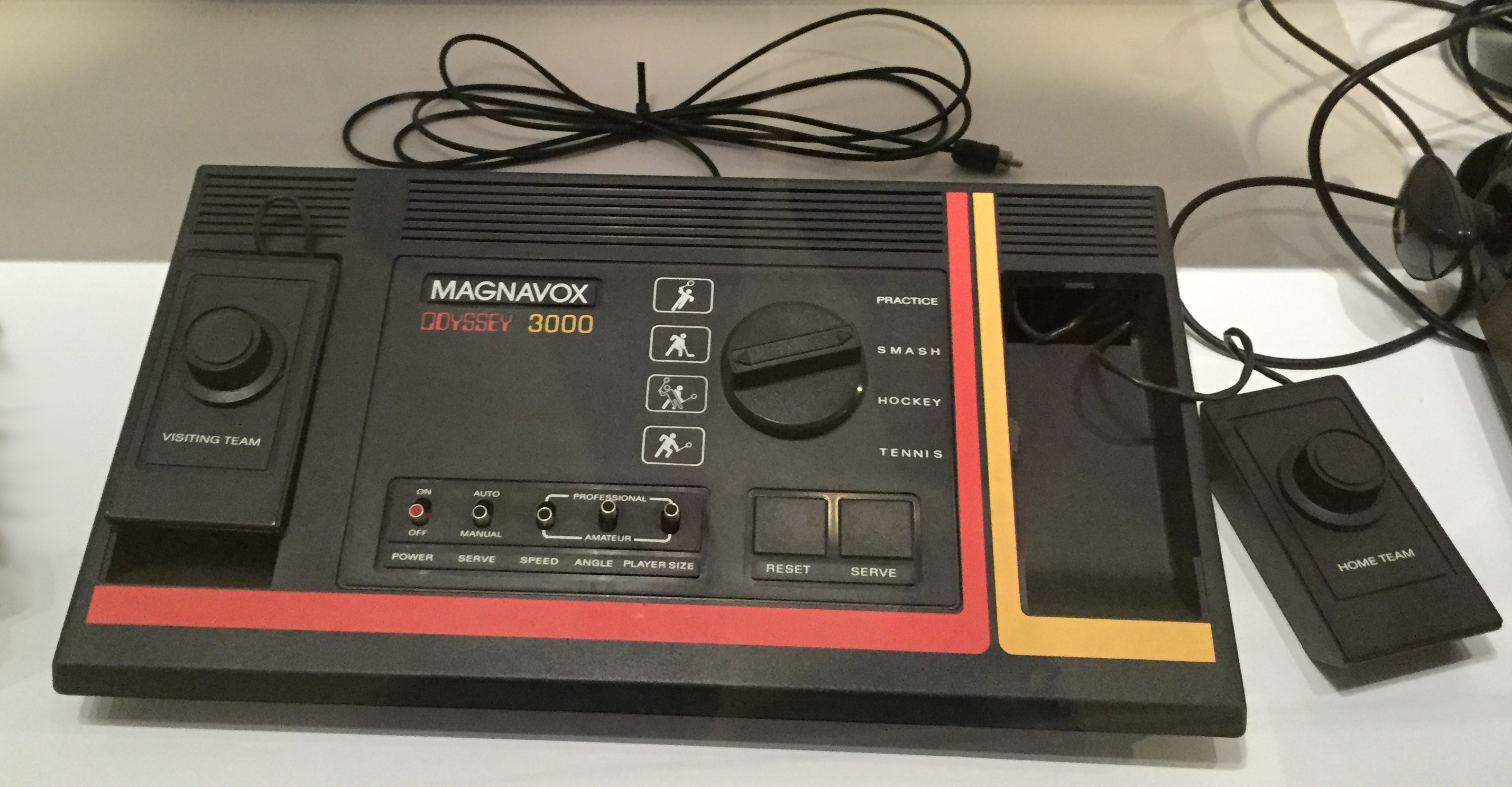
Magnavox Odyssey 3000.

La console dédiée Magnavox Odyssey 3000 est commercialisée en 1977. Elle arbore un nouveau design, comporte quatre niveau de difficulté et des manette filaire détachables de la console avec un gros bouton rotatif,.

### Magnavox Odyssey4000

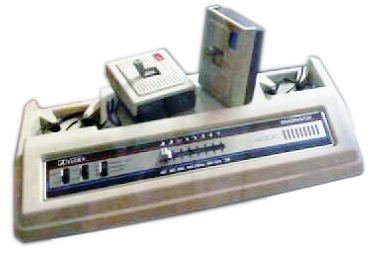
Magnavox Odyssey 4000.

La console dédiée Magnavox Odyssey 4000 est commercialisée en 1977. Elle arbore un nouveau design, propose huit jeux et des manette filaire détachables de la console équipées de petits joystick,.

## Consoles dédiéesPhilips Odyssey

### Philips Odyssey200
La console dédiée Philips Odyssey est commercialisée par Philips en Europe en 1976. Elle est identique à son homologue américaine, la Magnavox Odyssey 200.

### Philips Odyssey2001
La console dédiée Philips Odyssey 2001 est commercialisée par Philips en Europe en 1977. Elle est globalement identique à l'Magnavox Odyssey 400, mais est basée sur la puce National Semiconductor MM-57105 permettant de jouer à Tennis, Hockey et Smash en couleur, avec du son joué sur la télévision et propose des manettes avec boutons.

### Philips Odyssey2100
La console dédiée Philips Odyssey 2100 est commercialisée par Philips en Europe en 1978. C'est une version améliorée de l'Odyssey 2001. Elle est basée sur une puce National Semiconductor MM-57186N et permet de jouer à six jeu comportant plusieurs variantes.

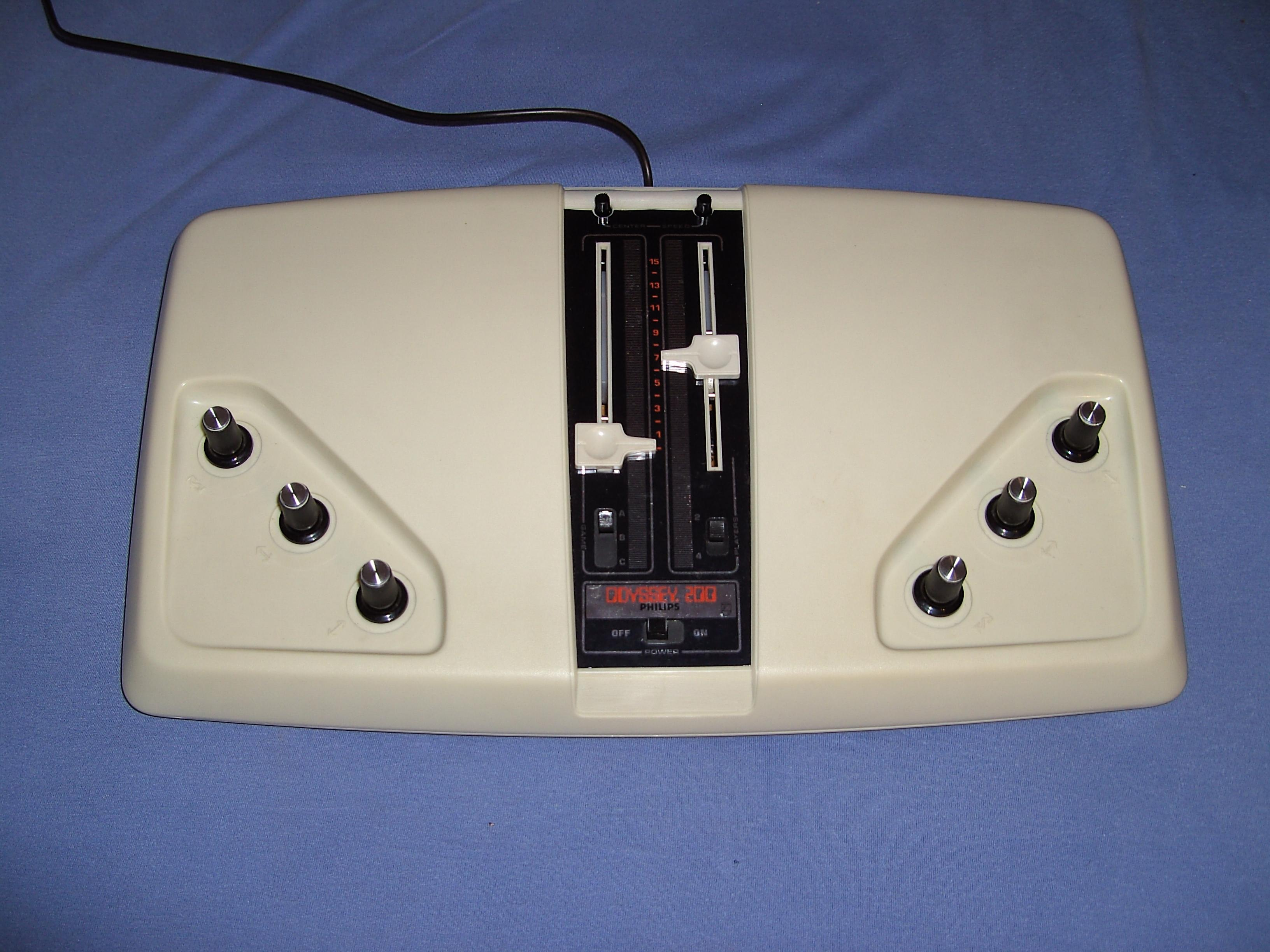
Philips Odyssey 200.
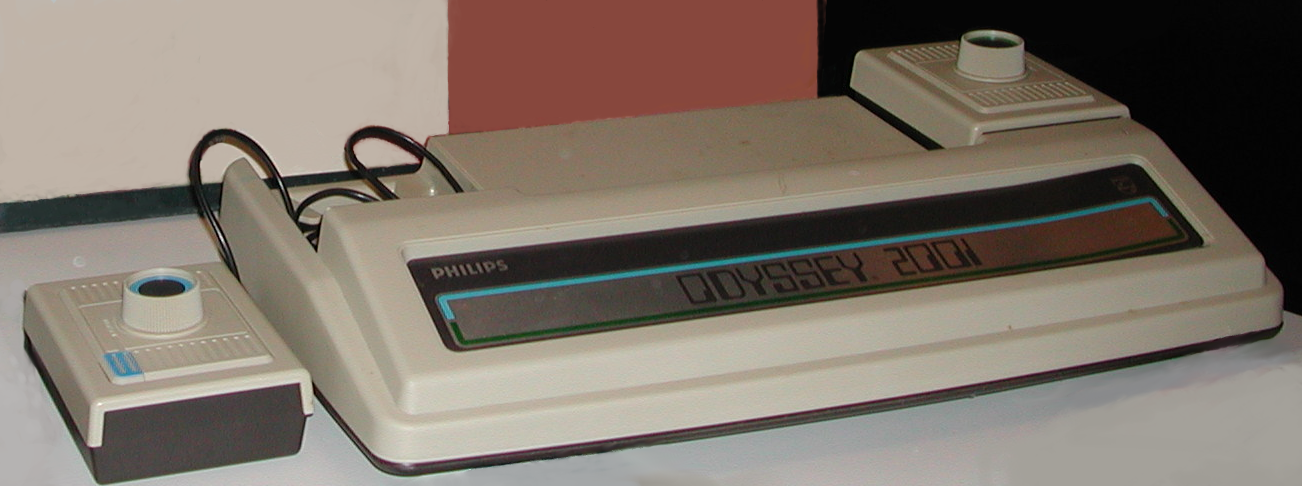
Philips Odyssey 2001.
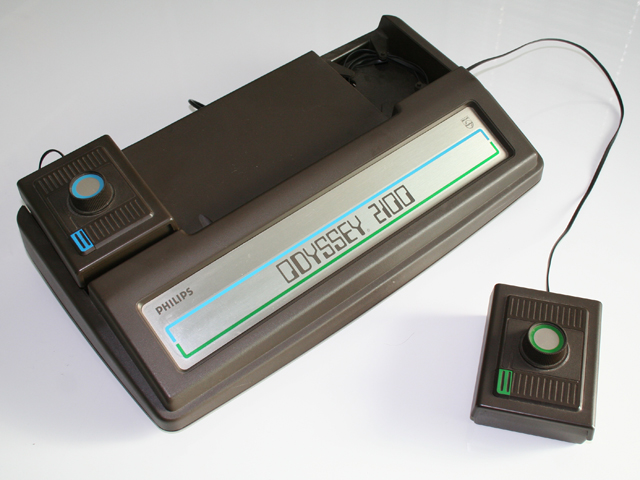
Philips Odyssey 2100.